# Túltolva
A Túltolva (eredeti cím: The Beach Bum) 2019-es amerikai vígjáték, melyet Harmony Korine írt és rendezett. A főszereplők Matthew McConaughey, Snoop Dogg, Isla Fisher, Stefania LaVie Owen, Jimmy Buffett, Zac Efron és Martin Lawrence.
Az Amerikai Egyesült Államokban 2019. március 29-én mutatták be, míg Magyarországon egy héttel hamarabb szinkronizálva, március 21-én a Big Bang Media forgalmazásában. A film világpremierje az SXSW fesztiválon volt 2019. március 9-én.

## Cselekmény
A Miami és Key West trópusi helyszínein játszódó Túltolva pimasz vígjáték, amelyet a rendező Harmony Korine ellenszernek szánt a világban tapasztalható nyavalyákra. Moondog (Matthew McConaughey) hamisítatlan lázadó figura, akit egykor zseniális költőként ismertek, de jó ideje inkább a nőknek, a fűnek és az alkoholnak hódol. Miután felesége, a gyönyörű és gazdag Minnie (Isla Fisher) meghal, a férfi szembesül kedvese végakaratával, amelynek értelmében muszáj befejeznie és kiadnia régóta érlelt regényét, hogy megörökölje a neki járó pénzt.

## Szereplők
| Színész             | Szerep                    | Magyar hang         |
| ------------------- | ------------------------- | ------------------- |
| Matthew McConaughey | Moondog                   | Nagy Ervin          |
| Isla Fisher         | Minnie                    | Závodszky Noémi     |
| Snoop Dogg          | Lingerie                  | Nagypál Gábor       |
| Zac Efron           | Flicker                   | Markovics Tamás     |
| Jimmy Buffett       | önmaga                    | Barbinek Péter      |
| Bertie Higgins      | önmaga                    |                     |
| Jonah Hill          | Lewis                     | Elek Ferenc         |
| Martin Lawrence     | Wack kapitány             | Kálloy Molnár Péter |
| Stefania LaVie Owen | Heather                   | Csuha Borbála       |
| Ricky Diaz          | Jonathan, a legjobb csávó |                     |
| Leah Van Dale       | Samantha                  |                     |

## Filmkészítés
2017. februárjában bejelentették, hogy Matthew McConaughey lesz a film főszereplője, melyet Harmony Korine rendez és ír. John Lesher, Steve Golin, Charles-Marie Anthonioz, Mourad Belkeddar és Nicholas Lhermitte lesznek a producerek, a LeGrisbi Productions, Anonymous Content és az Iconoclast banners gyártásában. 2017. októberében Isla Fisher csatlakozott a filmhez. 2017. novemberében Ricky Diaz is csatlakozott a stábhoz, mint Jonathan, a legjobb csávó. 2017. decemberében Zac Efron csatlakozott a szereplők köreihez. Egy rendező dolgozik a film gyártásának középpontjában, és Charles-Marie Anthonioz, Mourad Belkeddar gyártja ezt a filmet.

### Forgatás
A film forgatása 2017. novemberében kezdődött.